# Усманка (Самарская область)
Усма́нка — село в Борском районе Самарской области России. Административный центр и единственный населённый пункт сельского поселения Усманка.

## География
Село находится в восточной части Самарской области, в степной зоне, на левом берегу реки Таволжанка, на расстоянии примерно 20 км (по прямой) к югу от села Борское, административного центра района. Абсолютная высота — 80 м над уровнем моря.
Климат
Климат характеризуется как резко континентальный, с морозной малоснежной зимой и жарким сухим летом. Средняя температура воздуха самого тёплого месяца (июля) — 21 °C; самого холодного (января) — −14 °C. Среднегодовое количество атмосферных осадков составляет 350 мм.
Часовой пояс
Село Усманка, как и вся Самарская область, находится в часовой зоне МСК+1. Смещение применяемого времени относительно UTC составляет +4:00.

## Население
| 2010 | 2012 | 2013 | 2014 | 2015 | 2016 | 2017 |
| ---- | ---- | ---- | ---- | ---- | ---- | ---- |
| 556  | ↘551 | ↘546 | ↘537 | ↘519 | →519 | ↘493 |
| 2018 | 2019 | 2020 | 2021 |      |      |      |
| ↘479 | ↘475 | ↘457 | ↘338 |      |      |      |

Половой состав
По данным Всероссийской переписи населения 2010 года, в гендерной структуре населения мужчины составляли 45,9 %, женщины — соответственно 54,1 %.
Национальный состав
Согласно результатам переписи 2002 года, в национальной структуре населения русские составляли 94 % из 541 чел.